# Louis Desgranges
Louis Desgranges (Saint-Étienne, 23 luglio 1935 – Échirolles, 29 giugno 2016) è stato un calciatore francese, di ruolo difensore e centrocampista.

## Caratteristiche tecniche
Era un difensore centrale, talvolta impiegato come centrocampista difensivo. Pur ricoprendo il ruolo di difensore era anche un buon marcatore, segnando 21 reti in tredici stagioni di attività.

## Carriera
Desgranges ha giocato per l'intera carriera nel Grenoble. Primo successo con i biancoblu fu la vittoria della Division 2 1959-1960. La stagione seguente in Division 1 si concluse con la retrocessione nella serie inferiore. 
Il ritorno in massima serie è però immediato, grazie al primo posto nella Division 2 1961-1962. 
Con il Grenoble raggiunse nell'estate seguente la finale della Coppa delle Alpi 1962, persa contro gli italiani del Genoa che si imposero per 1-0.
La permanenza nella massima serie dura però solo una stagione, e Desgranges militerà nel Grenoble sino al 1969, anno del suo ritiro dall'attività agonistica, nella cadetteria transalpina. Desgranges è il giocatore con più presenze nella storia del club del Delfinato.

## Palmarès

### Competizioni nazionali
- Ligue 2: 2

Grenoble: 1959-1960, 1961-1962